# Seda Aznavour
Freada (Patricia) Aznavourian, conosciuta come Seda Aznavour (Parigi, 21 maggio 1947) è una cantante e attrice francese di origine armena.

## Biografia
Figlia maggiore nata dal primo matrimonio del cantautore Charles Aznavour, dopo aver terminato gli studi musicali viene inserita nel mondo dello spettacolo, a metà degli anni sessanta.
Come cantante, si fa conoscere in televisione e alla radio.
Il suo primo album è Rien Que Nous, con la partecipazione di David Alexander Winter.
Si trasferisce quindi negli Stati Uniti.
Nel 1988 registra una serie di canti in armeno, duettando con suo padre nel brano Yes Qui Ghimetn Chim Gidi. È del 2010 un nuovo duetto col padre, sempre in lingua armena.

## Discografia
- Rien que nous (con David Alexander Winter) (1971)
- Peut-être...! (1971)
- Les champignons hallucinogènes (1972)
- Suis le soleil (1973)
- Pour moi toute seule (1973)
- On ne valse plus à Vienne (1974)
- Les Marins (1974)[1]
- Chants traditionnels Armeniens (1988)

## Filmografia
- Un uomo e due donne (Paris au mois d'août), regia di Pierre Granier-Deferre (1966)
- Il bel mostro (Un beau monstre), regia di Sergio Gobbi (1971)
- L'ultima rapina a Parigi (La Part des lions), regia di Jean Larriaga (1971)